# Heim
Heim este o localitate din comuna Hemne, provincia Sør-Trøndelag, Norvegia.